# Destination: Graceland
Pour plus de détails, voir Fiche technique et Distribution.
Destination : Graceland ou 3000 Milles de Graceland au Québec (3000 Miles to Graceland) est un film d'action américain réalisé par Demian Lichtenstein, sorti en 2001.

## Synopsis
Le Riviera, un casino de Las Vegas, accueille une convention de fans d'Elvis Presley, durant laquelle tout le monde se déguise à l'effigie du King. Cinq malfrats y voient l'occasion de vider les caisses dudit casino en se déguisant eux aussi afin de passer totalement inaperçus. Mais le braquage tourne en bain de sang et lors du partage du butin, la tension monte et Murphy, un psychopathe, décide de tout garder pour lui en éliminant ses complices. Mais Michael a eu l'idée de se mettre un gilet pare-balles et se lance à la poursuite du traître.

## Fiche technique
- Titre français : Destination: Graceland
- Titre original : 3000 Miles to Graceland
- Titre québécois : 3000 Milles de Graceland
- Réalisation : Demian Lichtenstein
- Scénario : Richard Recco et Demian Lichtenstein
- Photographie : David Franco
- Montage : Michael Duthie, Miklos Wright
- Musique : George S. Clinton
- Décors : Robert de Vico
- Costumes : Mary McLeod
- Casting : Pam Dixon
- Effets spéciaux : Neill Blomkamp
- Direction artistique : William Helsup
- Production : Demian Lichtenstein, Eric Manes, Andrew Stevens
- Production Exécutive : Don Carmody, Tracee Stanley
- Pays d’origine :  États-Unis
- Genre : Action, thriller et comédie noire
- Durée : 125 minutes
- Budget : 62 millions de dollars
- Dates de sortie :
  - États-Unis : 23 février 2001
  - France : 1er août 2001
- Interdit aux moins de 16 ans lors de sa sortie en France

## Distribution
- Kurt Russell (VF : Philippe Vincent ; VQ : Jean-Luc Montminy) : Michael Zane
- Kevin Costner (VF : Bernard Lanneau ; VQ : Marc Bellier) : Thomas J. Murphy
- Courteney Cox (VF : Ivana Coppola ; VQ : Anne Bédard) : Cybil Waingrow
- David A. Kaye (VF : Olivier Martret) : Jesse Waingrow
- Kevin Pollak (VF : Jacques Bouanich ; VQ : Jean-Marie Moncelet) : U.S. Marshal Damitry
- Thomas Haden Church (VF : Patrice Keller ; VQ : Yves Corbeil) : U.S. Marshal Quigley
- Christian Slater (VF : Olivier Cordina ; VQ : Pierre Auger) : Hanson
- David Arquette (VF : Éric Missoffe ; VQ : Sébastien Dhavernas) : Gus
- Jon Lovitz (VF : Gilbert Levy ; VQ : Jacques Lavallée) : Jay Peterson
- Howie Long : Jack
- Bokeem Woodbine (VF : Jean-Paul Pitolin ; VQ : François L'Écuyer) : Franklin
- Ice-T (VF : Jean-Paul Pitolin) : Hamilton
- Louis Lombardi : Otto Sinclair
- Paul Anka : Pit Boss
- Susse Budde : le journaliste dans le casino

Source et légende : version française (VF) sur Voxofilm ; version québécoise (VQ) sur Doublage.qc.ca

## Musique
1. "Filter- It's Gonna Kill Me
2. The Crystal Method-Vapor Trail
3. Hardknox -Come In Hard
4. George S. Clinton-Franklin's Requiem
5. Elvis Presley -Such a Night
6. BT-Smartbomb
7. Hednoize-Loaded Gun
8. Bender (en)-Angel Dust
9. Uncle Kracker -Who's Your Uncle?
10. Kenny Wayne Shepherd -In 2 Deep
11. Spineshank-New Disease
12. Hednoize-Loaded Gun
13. Hed PE-Killing Time
14. Alabama 3-Mansion on the Hill
15. Nothingface-Bleeder